# Skuphonura laticeps
Skuphonura laticeps är en kräftdjursart som beskrevs av Barnard 1925. Skuphonura laticeps ingår i släktet Skuphonura och familjen Anthuridae. Inga underarter finns listade i Catalogue of Life.